# Skyfall
Skyfall (eng. Skyfall), britansko-američki špijunski film iz 2012. godine te ujedno 23. iz serijala o Jamesu Bondu-u produkciji Eon Productions. Daniel Craig treći put glumi agenta 007 Jamesa Bonda, dok glavnog negativca utjelovljuje Javier Bardem kao Raoul Silva, a Judi Dench glumi M. Režirao ga je Sam Mendes, a scenarij napisali Neal Purvis, Robert Wade i John Logan, a sadrži tematsku pjesmu " Skyfall ", koju je napisala i izvela Adele. Nastao je u distribuciji Sony Pictures Releasing.  Priča se usredotočuje na Bonda koji istražuje napad na MI6 koji dovodi do šire zavjere bivšeg agenta Raoula Silve da diskreditira i ubije M kao osvetu što ga se odrekla. Vraćaju se dva lika nakon njihova odsustva od Umri drugi dan: Q, kojeg glumi Ben Whishaw, i gospođica Moneypenny, koju glumi Naomie Harris.
Mendes je dobio zahtjev da režira novi film nakon što je 2008. godine snimljen film Zrno utjehe. Razvoj je obustavljen kada je MGM upao u financijske probleme i nastavio je tek u prosincu 2010. godine; u međuvremenu je originalni scenarist Peter Morgan napustio projekt. Kad je proizvodnja nastavljena, Logan, Purvis i Wade nastavili su pisati ono što je postalo konačna verzija. Snimanje je započelo u studenom 2011. godine, prvenstveno u Ujedinjenom Kraljevstvu, a manji dijelovi snimljeni su u Kini i Turskoj.
Skyfall premijerno je prikazan u londonskom Royal Albert Hallu 23. listopada 2012. godine, a u Velikoj Britaniji objavljen je 26. listopada, a u Sjevernoj Americi dana 9. studenog. Bio je to prvi film o Jamesu Bondu koji je prikazan na IMAX-ovim kinima, iako nije snimljen IMAX-ovim kamerama. Izdanje se poklopilo s 50. godišnjicom serijala filmova o Jamesu Bondu koja je započela s filmom Dr. No iz 1962. godine. Kritičari su Skyfall vrlo dobro prihvatili, pohvalivši scenarij, glumu (posebno Craiga, Bardema i Dench), Mendesovu režiju, Deakinsovu kinematografiju, glazbu Thomasa Newmana i akcijske scene. Bio je to četrnaesti film koji je zaradio preko milijardu dolara širom svijeta i jedini James Bond film kojemu je to uspjelo. Postao je sedmi po redu film s najvećom zaradom svih vremena, film s najvećom zaradom u Velikoj Britaniji, film s najvećom zaradom u serijalu, film s najvećom zaradom u svijetu za Sony Pictures i MGM te drugi najisplativiji film 2012. Film je osvojio nekoliko priznanja, uključujući 2 Oscara (najbolja pjesma i najbolja montaža zvuka), 2 nagrade BAFTA i 2 Grammyja (za najbolji soundtrack i najbolju pjesmu za film) .
Sljedeći film iz serije, Spectre, objavljen je u Sjevernoj Americi u studenom 2015. godine, Craig je ponovio ulogu, Sony Pictures distribuciju, a Mendes ponovno režirao.

## Radnja
Radnja filma započinje u Istanbulu, gdje James Bond (Daniel Craig), zajedno s partnericom na terenu Eve Moneypenny (Naomi Harris) traga za dokumentom na kojem se nalazi popis svih tajnih agenata. Tijekom jurnjave na jurećem vlaku, Eve slučajno upuca Bonda koji pada sa željezničkog mosta u vodu. Nakon terorističkog napada na sjedište MI6-a u Londonu, nestali Bond se vraća na dužnost kako bi pomogao šefici M (Judi Dench), koja se našla pod kritikama vlasti koje joj prijete mirovinom te joj nadređuju Garetha Malloryja (Ralph Fiennes) koji joj treba pomoći u prebacivanju sjedišta agencije i tranziciji uprave.
Premda Bond nije uspio proći testiranje, M mu je dala dozvolu za povratak u operativno stanje, nakon čega Bond kreće otkriti tko stoji iza napada na MI6. U Shanghaiju ubija Patricea, čovjeka kojeg je lovio u Istanbulu te kod njega nalazi kocarski žeton, nakon čega odlazi u Macao. Tamo preuzima aktovku s novcem i upoznaje Sévérine (Bérénice Marlohe), koja ga odvodi brodom na napušteni otok, gdje se nalazi čovjek kojeg Bond traži. Po dolasku na otok oboje su uhvaćeni i razdvojeni. Bond se susreće sa svojim protivnikom Raoulom Silvom (Javier Bardem, koji je bio zapravo Tiago Rodriguez bivši agent MI6-a i Bondov kolega, koji se odmetnuo i postao kriminalac. Tijekom njihove rasprave, Sévérine je kažnjena za izdaju i ubijena. Međutim, Bond je poslao signal te su agenti MI6-a i pripadnici britanske kraljevske mornarice izveli desant na otok i uhvatili Silvu te ga odveli u London u novo sjedište MI6.
Silva uskoro bježi iz zarobljeništva uz pomoć računalnog virusa kojeg je stavio u računalni sustav MI6-a. Bonda kreće u lov za njim i nalazi ga na saslušanju M pred ministrima. Poslije pucnjave, Bond otima M i odvodi je u Škotsku na imanje svojih roditelja Skyfall. Putem se služi uslugama mladog Q-a (Ben Whishaw) koji upućuje Silvu na trag. Po dolasku u rodnu kuću, Bond i M nailaze na starog službenog lovca na imanju Kincadea (Alert Finney te se zajedno s njime pripremaju za napad Silvinih ljudi. Uskoro se Silvini ljudi obrušavaju na kuću te nakon borbe Bond nalaže M i Kincadeu povlaćenje kroz tajni prolaz ispod kuće. Njih dvoje nađu izlaz u polju dalje od kuće te odlaze naći utočište u crkvicu na vrhu brijega, dok Bond ostaje pružati otpor u kući. U jednom trenutku Silvini ljudi su uništili čitavu kuću, ali Bond se uspio izvući i krenuti za M. Međutim, Silva je primjetio Bonda i zaputio se za njim. U crkvi je uslijedio konačan obračun između Bonda i Silve u kojem je Silva ubijen, ali prije toga je uspio teško raniti M koja umire na Bondovim rukama.
Po povratku u London Gareth Mallory postaje novi M, a Eve se povlaći s terena i preuzima uredski posao.

## Glumci
- Daniel Craig - James Bond, agent 007
- Judi Dench - M, šefica MI6 i Bondova pretpostavljena
- Javier Bardem - Raoul Silva (rođen kao Tiago Rodriguez), bivši agent MI6 koji se odmetnuo i postao cyber terorist
- Ralph Fiennes - Gareth Mallory, predsjednik parlamentarnog vijeća za sigurnost i obavještajnu službu te bivši potpukovnik SAS-a koji je postao novi M
- Naomie Harris - Eve Moneypenny, operativna agentica MI6 koja se povlači iz terenske službe nakon ranjavanja Bonda
- Bérénice Marlohe - Sévérine, Silvina ljubavnica i suradnica
- Albert Finney - Kincade, službeni lovac na imanju Skyfall
- Ben Whishaw - Q, intendant MI6-a
- Rory Kinnear - Bill Tanner, šef osoblja u MI6
- Ola Rapace - Patrice, plaćenik pod zapovjedništvom Silve
- Helen McCrory - Clair Dowar, parlamentarna zastupnica

## Vanjske poveznice
- Službena stranica (engl.)
- Skyfall- mgm.com (engl.)
- Skyfall - IMDb (engl.)
- Skyfall - boxofficemojo.com (engl.)
- Skayfall - rottentomatoes.com (engl.)